# 다치바나촌 (에히메현 니이군)
다치바나촌(橘村)은 에히메현 니이군에 설치되었던 촌이다. 현재의 사이조시 북동부에 해당한다.